# 巴西溪脂鯉
巴西溪脂鯉，為輻鰭魚綱脂鯉目脂鯉亞目頂器脂鯉科的其一種，分布於南美洲烏拉圭河中游流域，體長可達4.8公分，棲息在水質清澈、砂泥底質的溪流，生活習性不明。